# Mimì - Il principe delle tenebre
Mimì - Il principe delle tenebre è un film horror, del 2023, diretto da Brando De Sica, con protagonisti Domenico Cuomo e Sara Ciocca.

## Trama
Mimì è un adolescente orfano nato con i piedi deformi che lavora in una pizzeria a Napoli. Un brutto giorno incontra Carmilla, una giovane ragazza convinta di essere una discendente del conte Dracula. Insieme decidono di fuggire da un mondo cinico e violento.

## Distribuzione
Il film è stato presentato il 9 agosto 2023, fuori concorso, al Locarno Film Festival.

## Riconoscimenti
2023 – Ciak d'oro
- Nomination per Domenico Cuomo come Rivelazione dell'Anno[4]
- Nomination come Miglior Locandina[5]

2023 – Sitges
- Menzione speciale Fotografia Noves Visions (Andrea Arnone)[5]

2024 – Festival del Cinema
- Premio Cinemaitaliano.info[5]
- Miglior Trucco (Michele Salgaro Vaccaro, Andrea Giomaro e Andrea Eusebi)[5]
- Migliori Acconciature (Giuggiola Acciarino)[5]
- Migliori Effetti Speciali (Alessio Pericò)[5]

2024 – Vespertilio Awards
- Miglior Attore Protagonista (Domenico Cuomo)[5]
- Migliore Regista Esordiente (Brando De Sica)[5]
- Miglior Film[5]
- Migliore Montaggio (Francesco Galli)[5]
- Migliori Musiche (Pasquale Catalano)[5]

2024 – Nastro d'argento
- Nastro d'argento Hamilton - Behind The Camera a Brando De Sica e Domenico Cuomo[6]

2024 – Premio Claudio Caligari
- Miglior Film Noir Italiano[7][8]

2024 – Heroes Film Festival
- Premio Heroes Action (Brando De Sica)[9]

### Altri premi
- 2024 – Miglior Film al Festival Fantasmagoria in Colombia[10]